# Leucania epieixelus
Leucania epieixelus là một loài bướm đêm trong họ Noctuidae.